# Carroll Quigley
Pour les articles homonymes, voir Quigley.
Carroll Quigley (9 novembre 1910, Boston - 3 janvier 1977, Washington) est un historien américain et professeur d'histoire à l'université de Georgetown de 1941 à 1976.

## Biographie
Quigley est né à Boston où il étudie par la suite et où il décroche deux diplômes et un doctorat d'histoire de la proche et très réputée université Harvard.
À l'université de Georgetown, Quigley rejoint le Edmund A. Walsh School of Foreign Service où il enseigne les cours sur le développement de la civilisation. Il fait alors forte impression à celui qui sera son plus célèbre étudiant, le futur président américain Bill Clinton. Celui-ci évoquera l'influence que Quigley a eu sur lui dans son discours d'investiture à la Convention nationale démocrate de 1992.
Hormis ses travaux universitaires, Quigley est aussi consultant au département de la Défense des États-Unis, à l'United States Navy, à la Smithsonian Institution et au Select Committee on Astronautics and Space Exploration, venant d'être établi par la NASA.

## Analyse de la finance internationale
Selon Quigley, les puissances du capitalisme financier (1850-1932) ont pour ambition de créer un système mondial de contrôle financier dans les mains du secteur privé capable de dominer le système politique de chaque pays et l'économie mondiale.
Il demande que son livre The Anglo-American Establishment: From Rhodes to Cliveden ne soit publié qu'après sa mort.

## Publications

### Publications originales
- (en) The Evolution of Civilizations: An Introduction to Historical Analysis, New York, Macmillan Publishing Company, 1961, 281 p.  (ISBN 0-913966-56-8).
- (en) Tragedy and Hope: A History of the World in Our Time, New York, Macmillan Publishing Company, 1966, 1348 p.  (ISBN 0-945001-10-X).
- (en) The Anglo-American Establishment: From Rhodes to Cliveden, New York, Books in Focus, 1981, 354 p.  (ISBN 0-945001-01-0).
- (en) Weapons Systems and Political Stability: A History, Washington, DC, University Press of America, 1983, 1064 p.  (ISBN 0-8191-2947-X).

### Traductions françaises
- Histoire secrète de l'oligarchie anglo-américaine [« The Anglo-American Establishment: From Rhodes to Cliveden »]  (trad. de l'anglais, préf. Pierre Hillard), Aube/Paris, Le retour aux sources, 2015, 450 p. (ISBN 978-2-35512-062-6) ; rééd. Culture & Racines, 454 p., 2020  (ISBN 978-2491861094)
- Tragédie et espoir, L'histoire contemporaine de notre monde, Tome I  [ Tragedy and Hope: A History of the World in Our Time] (trad. de l'anglais), Discovery Publisher, 2020  (ISBN 978-1-78894-367-3)
- Tragédie et espoir, L'histoire contemporaine de notre monde, Tome II  [ Tragedy and Hope: A History of the World in Our Time] (trad. de l'anglais), Discovery Publisher, 2021  (ISBN 978-1788945646)